# Гиффорд, Морис
Морис Гиффорд (англ. Maurice Gifford; 5 мая 1859 — 1 июля 1910, Сьюдадела, Буэнос-Айрес) — британский военный деятель. Награждён орденом Святых Михаила и Георгия.

## Биография
Родился в Глостере в семье барона Роберта Фрэнсиса Гиффорда, имел брата Эдрика. Получив образование поступил на торговую службу и три года находился на борту учебного корабля «Вустер». В 1878 году поступил на службу в Британскую пароходную компанию, в которой оставался до 1882 года, побывав во многих частях земного шара. В том же году участвовал в войне против махдистов и работал помощником корреспондента The Daily Telegraph во время сражения при Тель-эль-Кебире. Затем уехал в Канаду на 11 лет и сражался в Северо-Западном восстании в качестве одного из французских скаутов под командованием лорда Минто, награждён медалью Северо-Западной Канады. Затем направился в Южную Африку, где работал генеральным директором компании Bechuanaland Exploration Company и вскоре стал участником первой войны с матабеле в 1893 году. Во время Восстания матабеле и машона в 1896 году служил в сухопутных войсках во время осады Булавайо, потерял правую руку из-за пулевого ранения. Во время Второй англо-бурской войны был прикреплен к волонтерским конным войскам Императорский йомен. Участвовал в осаде Мафекинга.

## Личная жизнь и смерть
21 сентября 1897 года женился на Маргарите Торольд, дочери капитана из Бутби. Среди подарков, которые он преподнес своей жене на свадьбе, была пуля, которая лишила его руки. 1 июля 1910 года, проходя лечение от нервного срыва, погиб от пожара, вызванного тем, что его одежда загорелась от сигареты. Незадолго до инцидента он чистил свою одежду бензином.